# John Heminges
John Heminges (även stavat Heminge, Heming, Hemynges, Hemminge eller Hemmings), född omkring 25 november 1566, död 10 oktober 1630 i London, var en engelsk skådespelare. Tillsammans med Henry Condell sammanställde han First Folio, en samling av William Shakespeares pjäser, som utgavs 1623.
Heminges var en central medlem i den skådespelartrupp som från 1603 var känd som King's Men. Han var inte någon exceptionell skådespelare men medverkade i en lång rad pjäser, bland annat i Ben Jonsons Every Man in His Humour och Volpone, och tros ha varit den förste som spelade rollen Falstaff. Heminges var även den som hade hand om skådespelartruppens ekonomi.